# Edith Wolf-Hunkeler

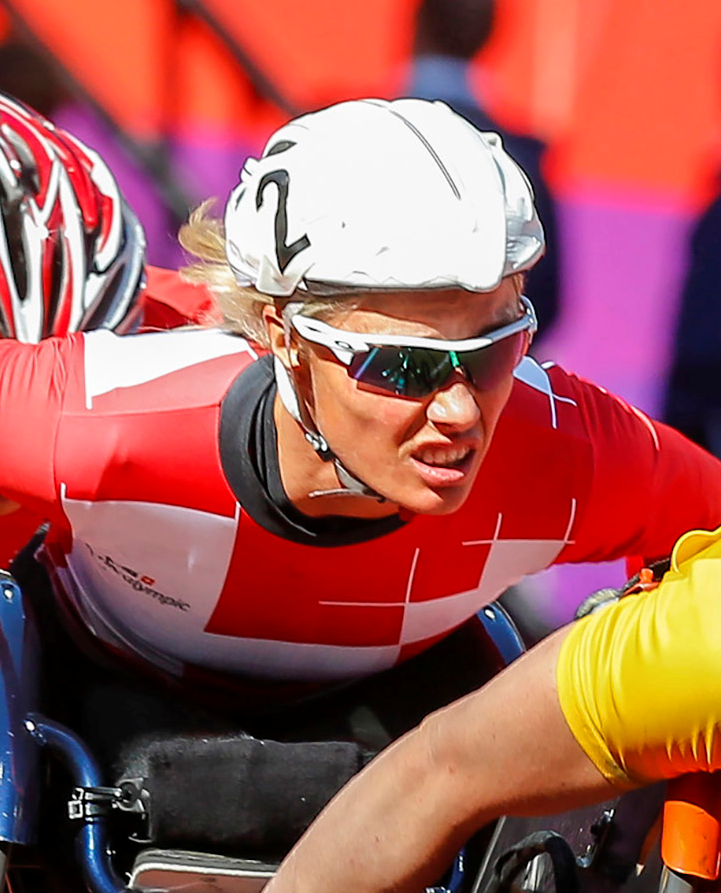
Edith Wolf-Hunkeler bei den Sommer-Paralympics 2012

Edith Wolf-Hunkeler (* 30. Juli 1972 in Altishofen) ist eine ehemalige Schweizer Sportlerin. Die Rollstuhl-Athletin fuhr Mittel- und Langstrecken sowie die Marathonstrecke.

## Leben
Edith Wolf-Hunkeler wuchs auf dem Bauernhof ihrer Eltern in Altishofen im Kanton Luzern auf. Seit einem schweren Autounfall im Februar 1994 in Zofingen ist die gelernte kaufmännische Angestellte querschnittgelähmt. Nach ihrer Rehabilitation reiste sie für fünf Monate in die Vereinigten Staaten, um Englisch zu lernen. In Florida lernte sie den Behindertensport kennen und begann selbst, intensiv Sport zu treiben.
Obwohl sie sich für die Paralympics in Sydney 2000 hatte qualifizieren können, konnte sie wegen eines schweren Sturzes beim Berlin-Marathon nicht teilnehmen.
2015 trat sie wegen gesundheitlicher Probleme vom Spitzensport zurück.
Wolf-Hunkeler ist seit 2010 Mutter einer Tochter und heiratete 2011 den ehemaligen Unihockey-Profi-Goalie Mark Wolf. Die Familie wohnt in Dagmersellen. Wolf-Hunkeler hält Referate, ist Laureus-Sport-for-Good- und World-Vision-Schweiz-Botschafterin und trainiert mehrere Male pro Woche.

## Sportliche Erfolge
Edith Wolf-Hunkeler ist mehrfache Europameisterin in verschiedenen Disziplinen. Ihre erfolgreichsten Wettkämpfe waren bei den Leichtathletik-Europameisterschaften in Assen im Jahr 2003, wo sie über 400 m, 800 m, 1500 m, 5000 m und die Marathon-Strecke die Goldmedaille holte.
Sie gewann die Frauen-Rollstuhlabteilung des New York City Marathon 2004, 2005, 2007, 2008 und 2009. Sie wurde von den New York Road Runnern am 1. November 2018 während der TCS New York City Marathon Race Week geehrt.

### 2013
- IPC-Weltmeisterschaften in Lyon: 1× Silber (1500 m), 3× Bronze (800 m, 5000 m, Marathon)

### 2012
- Sommer-Paralympics in London: 1× Gold (5000 m), 2× Silber (1500 m, 800 m), 1× Bronze (400 m)

### 2008
- Sommer-Paralympics in Peking: 1× Gold (Marathon), 1× Bronze (1500 m)

### 2006
- Sieg beim Boston-Marathon

### 2004
- Sommer-Paralympics in Athen: 2× Silber (1500 m und 5000 m)
- 2. Rang am Boston-Marathon mit 1:41:13 h über 42,195 km
- Schweizer Meisterin über 400 m, 800 m, 1500 m und 5000 m

### 2003
- Schweizer Meisterin über 400 m, 800 m, 1500 m und 5000 m
- Europameisterin über 400 m, 800 m, 1500 m, 5000 m und Marathon-Strecke in Assen, Niederlande
- Sieg über 800 m am EAA Meeting Luzern
- 3. Rang beim Boston-Marathon

### 2002
- Sieg beim Boston-Marathon

### 1999
- Sieg beim Hamburg-Marathon

## Fernsehauftritte
Wolf-Hunkeler moderierte 2001 zusammen mit Beni Thurnheer die Miss-Schweiz-Wahl, im Juni 2013 war sie in der Jury der Wahlen. Im November 2013 stand sie eine Woche als Gastmoderatorin der Sendung glanz & gloria vor der Kamera.

## Ehrungen
Edith Wolf-Hunkeler wurde für ihre Leistungen sieben Mal (2001, 2002, 2003, 2005, 2006, 2007, 2012) zur Schweizer Behindertensportlerin des Jahres gewählt.